# Lew Nikolajewitsch Gumiljow

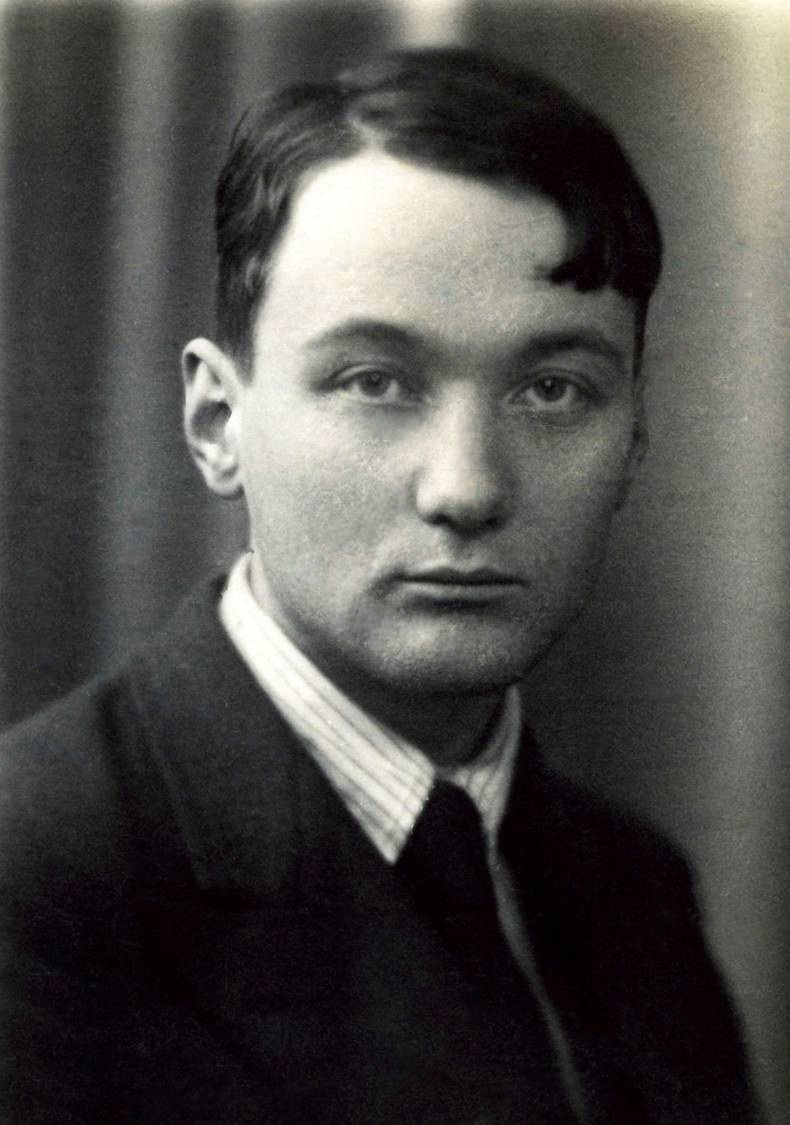
Lew Gumiljow (1934)

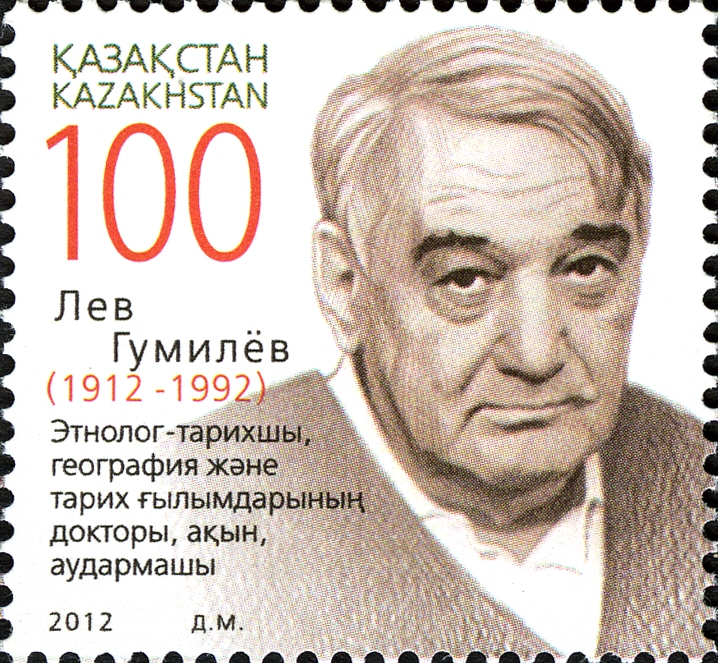
Bildnis von Lew Gumiljow auf einer Briefmarke der Republik Kasachstan (2012)

Lew Nikolajewitsch Gumiljow (russisch Лев Николаевич Гумилёв; * 1. Oktoberjul. / 14. Oktober 1912greg. in Zarskoje Selo bei Sankt Petersburg; † 15. Juni 1992 in Sankt Petersburg) war ein sowjetischer Historiker und Ethnologe, Autor einiger neuer und umstrittener Theorien zur Ethnogenese sowie Dichter und Übersetzer aus der persischen Sprache. Er war der Sohn des Dichterpaars Anna Achmatowa und Nikolai Gumiljow.
Neben die „russische Idee“ der Slawophilen und der Anlehnung an westliche Gesellschaftsmodelle stellte Gumiljow das „eurasische Konzept“, in dem er die unaufhaltsame Entwicklung der russischen Geschichte in Richtung Osten vorhersagte und der erst in der jüngeren Geschichte erfolgten Westbewegung eine langfristig eher geringe Bedeutung beimaß.

## Leben
Seine frühe Kindheit verbrachte Lew Gumiljow in der Obhut seiner Großmutter väterlicherseits auf dem Landgut Slepnewo bei Beschezk im Gouvernement Twer. 1917 bis 1929 lebte er in Beschezk. Als er 1921 knapp neun Jahre alt war, wurde sein Vater Nikolai Gumiljow wegen angeblicher Beteiligung an einer konterrevolutionären Verschwörung erschossen.  Aufgrund seiner Herkunft wurde Gumiljow 1930 nicht an der Universität angenommen und arbeitete zunächst vier Jahre als Hilfsarbeiter auf Expeditionen ins Sajangebirge, in den Pamir und auf der Krim. 1934 begann er ein Geschichtsstudium an der Leningrader Universität, wurde jedoch 1935 ausgeschlossen und verhaftet. Trotz seiner baldigen Freilassung konnte er sein Studium zunächst nur privat fortsetzen, er beschäftigte sich intensiv mit den Turkvölkern. 1937 nahm die Universität ihn wieder auf.
Die Freiheit dauerte nicht lange an: Bereits 1938 wurde er erneut festgenommen, ins Kresty-Gefängnis in Leningrad verbracht und zu fünf Jahren Lagerhaft verurteilt, die er in Norilsk in einem Kupfer-Nickel-Bergwerk verbrachte, er konnte aber dank seiner geologischen Kenntnisse der Expeditionsreisen mit den Geologen arbeiten und nicht in der Bergwerksarbeit. Im Anschluss an die Haftzeit wurde er nach Norilsk in eine De-facto-Verbannung entlassen. Er durfte nicht nach Hause zurückkehren und arbeitete in der Versandabteilung eines der örtlichen Kombinate.
Im Herbst 1944 meldete Gumiljow sich freiwillig in die Rote Armee und kämpfte in der 1. Weißrussischen Front, die bei der Eroberung Berlins beteiligt war – so war er zum Kriegsende in Deutschland und beschrieb dort die angenehme Vielfalt der Eindrücke.
Nachdem er 1945 aus dem Armeedienst ausgeschieden war, immatrikulierte er sich als Fernstudent erneut an der Leningrader Universität und schloss sein Studium 1946 ab. Seine Aspirantur begann er an der Leningrader Abteilung des Instituts für Orientalistik der Sowjetischen Akademie der Wissenschaften, wurde aber im selben Jahr im Zusammenhang mit der politischen Verfolgung seiner Mutter durch den hochrangigen Politiker Schdanow wieder ausgeschlossen. Er arbeitete dann als Bibliothekar in einem Psychotherapeutischen Krankenhaus, erhielt dort aber die Gelegenheit, seine Kandidatenarbeit zu schreiben und am 28. Dezember 1948 vor der Leningrader Universität  zu verteidigen. Anschließend nahm er an einer archäologischen Expedition in den Altai teil. 1949 trat er eine Stelle als wissenschaftlicher Mitarbeiter im Völkerkundemuseum an. Im November desselben Jahres wurde er verhaftet und zu 10 Jahren Lagerhaft verurteilt. Den ersten, überwiegenden Teil der Haftzeit und diesmal harter Lagerarbeit verbrachte er in Tschurubai-Nura bei Karaganda, anschließend in Meschduretschensk (Oblast Kemerowo). Erst 1956, drei Jahre nach Stalins Tod, wurde er wegen nicht vorhandenem Haftgrund rehabilitiert und nach Hause entlassen.

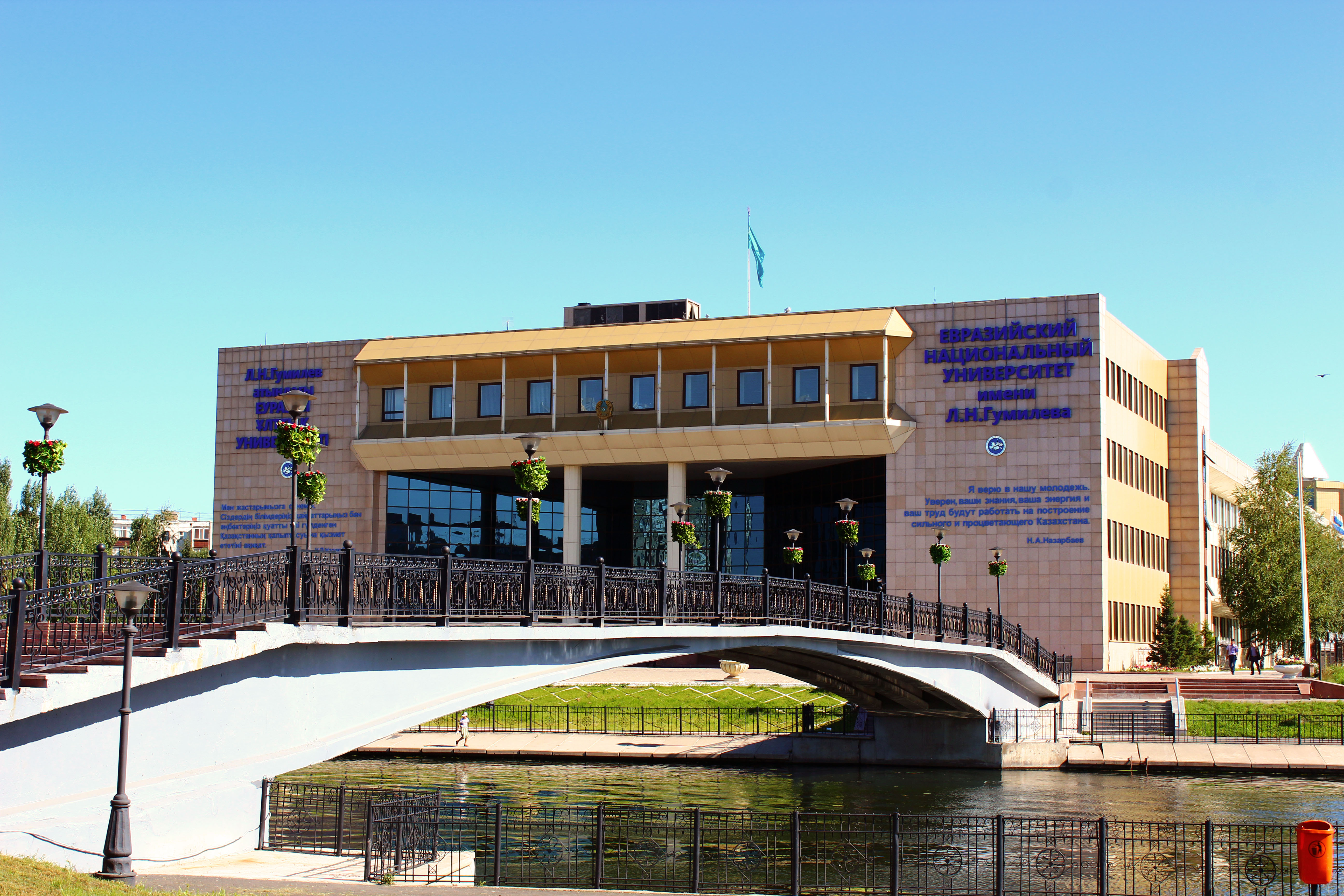
Eurasische Nationale Universität in Astana

Er arbeitete in der Leningrader Ermitage und verteidigte seine Dissertation als Doktor der Wissenschaften zum Thema „Alte Turkvölker“. Bis zu seiner Pensionierung 1986 arbeitete er im Wissenschaftlichen Institut für Geografie an der Leningrader Universität.
Er starb am 15. Juni 1992 in Sankt Petersburg. Seine Frau Natalja Wiktorowna geborene Simonowskaja (1920–2004) war kinderlos geblieben und hinterließ den Familiennachlass ihrer Nichte Margarita Nowgorodowa. Seine Wohnung wurde als Museum hergerichtet und kann nach privater Anmeldung besucht werden. Alle Gegenstände und Einrichtungen sind im Originalzustand verblieben. 1996 benannte man die Eurasische Nationale Universität nach seinem Namen.
Wladimir Putin bekannte sich 2012 öffentlich zu Gumiljows Theorie des Passionarnost.

## Ideen
Gumiljow versuchte, die Wellen der Nomadenwanderung, die die große Steppe Eurasiens jahrhundertelang erschütterte, durch geographische Faktoren wie die jährlichen Schwankungen der Sonneneinstrahlung zu erklären, die die Weideflächen bestimmen, die für die Viehzucht genutzt werden könnten. Nach dieser Idee begannen die Nomaden Zentralasiens, als die Steppengebiete drastisch schrumpften, auf die fruchtbaren Weiden Europas oder Chinas zu ziehen.
Um die Genese und Entwicklung ethnischer Gruppen zu beschreiben, führte Gumiljow das Konzept der „Passionarität“ (Passionarnost) ein. Darunter verstand er das für eine ethnische Gruppe und insbesondere für ihre Führer zu einem bestimmten Zeitpunkt typische Maß an Expansionsbestrebungen. Er argumentierte, dass jede ethnische Gruppe die gleichen Stadien der Geburt, Entwicklung, des Höhepunkts, der Trägheit, der Faltung und des Gedenkens durchläuft. Während der „akmatischen“ Phasen, wenn die nationale Leidenschaft ihren Höhepunkt erreicht, werden die großen Eroberungen gemacht. Gumiljow beschrieb den gegenwärtigen Zustand Europas als tiefe Trägheit oder „Einführung in die Verdunkelung“, um seine eigenen Worte zu verwenden. Die Leidenschaft der arabischen Welt sei dagegen nach wie vor hoch.
Nach Andreas Umland sind Gumiljow zufolge „ethnische Gruppen (Nationalitäten und Nationen) und superethnische Konglomerate (pannationale Gruppen und Zivilisationen) in erster Linie natürliche, in zweiter Linie soziokulturelle Gemeinschaften. Sie befinden sich in einem zyklischen Prozess des Auf- und Abstiegs, in dem „passionare“ Heldenfiguren einerseits und parasitäre Fremdgruppen andererseits eine zentrale Rolle spielen. Während selbstlose und aufopferungsvolle «Passionare» eine Ethnie zur Blüte führen, erzeugt die Vermischung eines Wirtsvolkes mit Vertretern fremder Ethnien (z. B. Juden) so genannte «Chimären», die zum Aussterben verurteilt sind. Mysteriöse Mikromutationen, verursacht durch bestimmte kosmische und/oder solare Strahlungen aus dem All, die Gumiljow nicht näher spezifiziert, sind für eine mehr oder weniger starke Dynamik in der Entwicklung von Ethnien und Superethnien verantwortlich.“
Gumiljow betrachtete Russen als „Super-Ethnos“, der mit den türkisch-mongolischen Völkern der eurasischen Steppe verwandt ist. Diese Perioden, in denen Russland mit den Steppenvölkern in Konflikt geraten soll, interpretierte Gumiljow als Perioden der Konsolidierung der russischen Macht mit der der Steppe, um destruktiven Einflüssen aus dem katholischen Europa entgegenzuwirken, die eine potenzielle Bedrohung für die Integrität der russischen Volksgruppe darstellten.
In Übereinstimmung mit seinen panasiatischen Theorien unterstützte Gumiljow neben den Mongolen und anderen Ostasiaten auch die nationalen Bewegungen der Tataren, Kasachen und anderer unter russischer Vorherrschaft lebender Turkvölker; seine Lehren wurden dementsprechend auch in muslimisch geprägten Regionen des russischen Einflussbereichs positiv rezipiert. In Kasan, der Hauptstadt der autonomen Republik Tatarstan, wurde im August 2005 ein Denkmal für ihn enthüllt; im kasachischen Astana trägt seit 1996 eine Hochschule seinen Namen.

## Kritik
Der Historiker Mark Bassin schreibt, dass Gumiljow „kein glaubwürdiger Theoretiker war... Art von wissenschaftlicher oder intellektueller Autorität, seine Ideen sind wichtig zu verstehen, da seine Theorien über Ethnos, Ethnogenese und Passionarität (neben anderen Konzepten) massiv einflussreich waren und in einer Reihe von sowjetischen und postsowjetischen Kontexten erhebliche Auswirkungen hatten.“.
Mehrere Forscher wie Vadim Rossman, John Klier, Victor Yasmann, Victor Schnirelmann und Mikhail Tripolsky beschreiben Gumiljows Ansichten als antisemitisch. Diesen Autoren zufolge hat Gumiljow diese ethnologische Ökumene nicht auf die mittelalterlichen Juden ausgedehnt, die er als parasitäre, internationale Stadtschicht betrachtete, die die Chasaren beherrscht und die frühen Ostslawen dem „Chasarenjoch“ unterworfen hatte. Diesen letzten Satz übernahm er aus dem traditionellen Begriff „Tatarenjoch“ für die mongolische Herrschaft des mittelalterlichen Russlands, einen Begriff, den Gumiljow ablehnte, da er die mongolische Eroberung nicht als notwendigerweise negatives Ereignis ansah. Insbesondere behauptete er in „Die alte Rus und die große Steppe“, die „Radhaniten“ seien maßgeblich an der Ausbeutung der ostslawischen Völker beteiligt gewesen und hätten einen unangemessenen Einfluss auf die gesellschaftspolitische und wirtschaftliche Landschaft des frühen Mittelalters ausgeübt. Gumiljow behauptete, die jüdische Kultur sei von Natur aus kaufmännisch und existiere außerhalb und im Gegensatz zu ihrer Umgebung. Nach dieser Auffassung teilen Juden eine spezifische Denkweise, die mit den moralischen Normen des Judentums verbunden ist. Nach Gumiljow trugen auch die mittelalterlichen Juden selbst keine Waffen, sondern führten Kriege durch Stellvertreter oder Söldner.
Andreas Umland bewertet Gumiljow trotz seines Ansehens im akademischen Russland als „Pseudo-Ethnologen“, der dazu beigetragen habe „die intellektuelle Landschaft Russlands zu deformieren sowie die russischen Sozial- und Geisteswissenschaften mit alternativen Geschichtsdarstellungen zu infiltrieren“. Er sei allerdings „kein primitiver Rassist, der Menschengruppen nach ihrem Phänotyp hierarchisiert.“
Alexander Yanov meinte, dass die Lehren von Gumiljow „die ideale Grundlage der russischen ‚braunen‘ Ideologie werden können“ und dass antisemitische Ansichten Gumiljow nicht fremd sind.

## Schriften
- Ethnogenese und die Biosphäre der Erde (Этногенез и биосфера Земли, 1979)
- Auf der Suche nach einem erdachten Reich (Поиски вымышленного царства, 1970 [1992?])
  - Searches for an imaginary kingdom : the legend of the Kingdom of Prester John. Übersetzung ins Englische R.E.F. Smith. Cambridge : Cambridge University Press, 1987.
- Die alte Rus und die große Steppe (Древняя Русь и Великая степь, 1989 [1992?] )
- Von der Rus zu Russland : ethnische Geschichte der Russen spannend erzählt. Aus dem Russ. übers. von Olga Großmann unter Mitarb. von Inge Pforr. Münster : Verl.-Haus Monsenstein und Vannerdat, 2005 ISBN 3-86582-214-2 (On-demand)